# Gal·loni Avit
Gal·loni Avit (en llatí Gallonius Avitus) va ser un militar i poeta romà.
Era legat imperial a les províncies de la regió de Tràcia sota l'emperador Aurelià. Flavi Vopisc esmenta una carta seva a l'emperador.
Alguns crítics suposen que era l'autor d'un "allocutio sponsalis" en cinc versos hexàmetres preservat entre els fragmenta epithalamiorum veterum i que allocutio sponsalis era un dels aproximadament cent poemes nupcials que van ser compostos i recitats mentre Gal·liè celebrava els matrimonis dels seus nebots, segons Trebel·li Pol·lió. Alguns autors consideren que el poema en realitat era d'Àlcim Ecdidi Avit.